# Chromosom 16
Chromosom 16 – jeden z 23 parzystych chromosomów człowieka. DNA chromosomu 16 liczy około 60 milionów par nukleotydów, co stanowi zaledwie około 3% materiału genetycznego ludzkiej komórki. Liczbę genów mających swoje locus na chromosomie 16 szacuje się na 850-1 200.

## Geny
- ABCC6
- ACSF3
- CCL17
- CCL22
- CX3CL1
- CREBBP
- COQ7
- GAN
- LITAF
- MEFV
- MLYCD
- NOD2/CARD15
- PKD1
- TAT
- TSC2

## Choroby
Niektóre choroby związane z mutacjami w obrębie chromosomu 16:
- złożona acyduria malonowa i metylomalonowa (CMAMMA)
- choroba Charcota-Mariego-Tootha
- wielotorbielowatość nerek
- zespół Rubinsteina-Taybiego
- stwardnienie guzowate
- tyrozynemia
- nieketonowa hiperglicynemia
- choroba Crohna
- zespół Liddle'a